# Bad to the Bone (band)
Bad to the Bone is een Nederlandse gitaarband die sinds 1979 bestaat. 
De band werd opgericht in Gouda door de broers Marc (zang, harmonica's en gitaar), Maarten (gitaar en zang) en Gerben Ibelings (drums), samen met bassist Paul de Kruyff. De band kende succesvolle jaren eind jaren tachtig, begin jaren negentig toen twee albums werden uitgebracht die geproduceerd waren door de Engelse producer Mike Vernon, het debuutalbum Bad to the Bone (1988 Megadisc) en het tweede album Whirlwind on Fire (1990 EMI). 
Eind 1990 werd de groep opgeheven maar in 1996 maakte men een doorstart en sindsdien opereert de band vanuit Rotterdam. In 1998 bracht de band het album Primitive Urge uit (Flash in the Pan Records, distributie Pias) waarop bassist Paul van Schaik en drummer Karel Dops (Doppelgängers) de ritmesectie vormden. In september 2017 verscheen het vierde album Thirteen (Flash in the Pan Records). Het vijfde studioalbum is Pretty Promises uit april 2023, waarvan de singles Above Us One Sky en Pretty Promises komen. De band bestaat dan nog steeds uit Marc en Maarten Ibelings, Paul van Schaik en Karel Dops.
Maarten en Gerben Ibelings maakten van 2004 tot half 2017 ook deel uit van de Bintangs. 